# 张家口医学院
张家口医学院位于张家口市桥西区长青路十四号，2003年与张家口师范专科学校、张家口农业专科学校合并为“河北北方学院”。